# Broken (Sonata Arctica)
Broken è il secondo singolo estratto dall'album Winterheart's Guild e quinto del gruppo musicale finlandese Sonata Arctica, pubblicato dalla Spinefarm Records il 23 giugno 2003.

## Tracce
Testi e musiche di Tony Kakko.
1. Broken (edit version) – 3:50
2. Broken (album version) – 5:17
3. Dream Thieves – 4:25
4. The Gun – 3:34

## Formazione
- Tony Kakko - voce/tastiera
- Jani Liimatainen - chitarra
- Tommy Portimo - batteria
- Marko Paasikoski - basso
- Mikko Härkin - tastiera (assoli in The Gun)

## Registrazione
- Broken registrata al Tico Tico Studio da Ahti Kortelainen tra settembre e novembre 2002, mixata da Mikko Karmila e masterizzata da Mika Jussila ai Finnvox Studios tra novembre e dicembre 2002.
- Dream Thieves e The Gun registrate al Tico Tico Studio da Ahti Kortelainen a gennaio 2002, mixate da Mikko Karmila nel 2002 e masterizzata da Mika Jussila nel 2003 ai Finnvox Studios.